# Blodelsheim
Blodelsheim (pronuncia francese /blodəlsaim/ ; Blodelse in dialetto alsaziano) è un comune francese di 1 986 abitanti situato nel dipartimento dell'Alto Reno nella regione del Grand Est.

## Società

### Evoluzione demografica
Abitanti censiti